# Mallarauco
Mallarauco (o valle de Mallarauco) es una localidad rural del valle de la zona central de Chile específicamente en la provincia de Melipilla, comuna de Melipilla en la región Metropolitana. Sus lugares más cercanos son Bollenar, María Pinto, Ibacache y Pelvín.

## Toponimia y geografía
Su nombre proviene del mapudungún, malla, una papa silvestre y ragh co, agua gredosa.
El valle de Mallarauco, se sitúa a 15 km de Melipilla y a 70 km de Santiago. Este valle posee una superficie aproximada de 20 kilómetros cuadrados. Son 30 km lineales de campos cultivados principalmente cítricos y paltos.
Una combinación de cerros en forma de tridente, abierta hacia el oeste y cerrada hacia el este por la curva del tridente da forma a dos valles, uno al norte donde se ubica Bollenar y otro al sur donde esta la localidad de Mallarauco mismo. Desde Peñaflor se cruza la línea de cerros a través de la cuesta de Mallarauco que también es atravesada por el canal Mallarauco a través de un túnel.

Canales de riego Mallarauco y Las Mercedes al oeste de Santiago de Chile. El valle de Mallarauco se ubica prácticamente entre los canales Mararauco Norte y el Mallarauco Sur.

## Historia
Pedro de Valdivia al repartir las tierras conquistadas, regala a su oficial Santiago de Azócar, el Valle de Mallarauco ubicado al norte del importante reducto indígena de Los Picones.
Santiago de Azocar partió con Valdivia desde Cuzco, Perú, distinguiéndose siempre por su valentía y su fidelidad. Defendió en forma brillante a Santiago del Nuevo Extremo en el asalto hecho por los indígenas en septiembre de 1541.
Desde aquellos lejanos días por el valle de Mallarauco, han pasado muchos hombres que han dejado su esfuerzo y su trabajo; pero, quien más hay que agradecer que esta tierra sea cada día más útil y fértil, es a don Patricio Larraín Gandarillas, quien tuvo la visión, la inteligencia y la fuerza de construir el Canal Mallarauco que llevara el agua a todos sus rincones. La fuerza espiritual que guio a este hombre, se debe que el avance de este importante sector haya sido posible. Veinte años duró esta magna tarea; porque en ese tiempo, guerra, conflictos civiles, falta de dineros, cedieron ante le empuje de don Patricio Larraín Gandarillas, de los trabajadores que heredaron de sus antepasados españoles e indígenas, la firme convicción que un día brotaría como milagro a través de la roca dura. 
Además Mallarauco es en Chile la Cuna de la Apicultura, porque en uno de sus innumerables viajes a Europa en busca de adelantos, don Patricio Larraín trajo las primeras abejas.